# 中西和也
中西 和也（なかにし かずや、1985年2月28日- ）は、日本の社会起業家、コミュニティデザイナー。いえしま案内人。いえしまコンシェルジュ合同会社代表社員。
二級建築士。1級土木施工管理技士。宅地建物取引士。国内旅行業務取扱管理者。
建築・観光・コミュニティデザインの観点から人口減少地域におけるまちづくりに取り組む。

## 経歴
大阪市出身。熊本県立大学出身。
2011年より、兵庫県姫路市にある離島家島に移住し活動を開始。

## 仕事
2011年より、いえしまガイドを実施。
2015年より、男鹿島うみのいえのオーナー。
2017年より、二地域居住の新しいあり方「週末島活」を提唱。
2018年より、海がみえるカフェスコットの運営。
また、特産品の企画・開発、視察対応や執筆・講演を行う。

## 取材・執筆
- LIFE～夢のカタチ - 朝日放送テレビ（2013.05.04）
- すごいすと（2013.07.25）
- 島へ。74号　移住体験レポート（2013.10.01）
- 朝日新聞「新しい働き方を考えよう」（2013.11.29）
- 日本経済新聞（2014.01.15）
- 読売新聞「観光考１」（2014.04.21）
- 姫路のひろば（2014.08.16）

- いえしまコンシェルジュ合同会社①（姫路市）（2015.06.18）
- 季刊 『しま』｜250号（2017.6月号）
- 月刊「地図中心」『島の力、発信中』（2018.12月号）
- 日本政策金融公庫「AFCフォーラム」まちづくりむらづくり（2019年2月号）
- 季刊『しま』｜257号（2019.3月号）

- かんさい情報ネットten「“日本の縮図”離島　人口減少を防ぐためには？」（2019.06.18）

- 経済産業省　近畿経済産業局「Key Person Profile～目の前の「もったいない」を価値あるものに変える～（2021.04.21）

## 講演・賞
- 第5回ソーシャルビジネスプランコンペ 特別賞受賞（2012.12.15）[4]

- 国土交通省　近畿地方整備局　第８回関西元気な地域づくり発表会～地域づくり・まちづくり活動の交流広場～（2013.02.05）
- 近畿建築士会協議会　近畿アーキテクト2013～創造するコミュニティ～（2013.02.09）
- 長野県篠ノ井町　しののいまちの教室島の暮らしをたずねよう（2013.08.17）
- 神戸の社会起業家育成シリーズVol.4～離島編　淡路島・家島の暮らし方・働き方・まちづくり（2013.11.27）
- 大阪市東成区　パンジートーク　地域の魅力を発信する島の案内人（2014.02.18）
- 広島県大崎上島　広島商船高等学校　シンポジウム2014「島を元気にする若者たち」（2014.06.19）
- 大阪市立生野区民センター　ＣＢ/ＳＢ講座（中級編）（2014.06.27）
- 大阪市生涯学習センター　地域のためにビジネス型社会貢献活動を始めませんか？（2014.11.12）
- 経済産業省　近畿経済産業局　第4回　産業観光ネットワーク交流会　～モノから体験へ　産業施設を核に、外国人旅行者受入方策を伝授～（2016.03.08）
- 農山漁村コミュニティ・ビジネスセミナー【島の魅力発掘をなりわいに！】（2018.11.14）[5]
- 第4回瀬戸内フォーラム　パネルディスカッション　『姫路の魅力とブランドの価値最大化に向けて』（2020.02.09）
- JUDI関西フォーラム2021　つながる！私ごとのまちづくり「小さな仕掛け・小さな空間」（2021.05.15）